# Щербаков Едуард Миколайович
Щербаков Едуард Миколайович (1 листопада 1946, Вороніж, (РРФСР) — радянський, український режисер-оператор.
Народився 1946 р. у м. Вороніжі (Росія) в родині військовослужбовця та працівника культури. 
Закінчив Воронезький державний університет (1971) і Всесоюзний державний інститут кінематографії (1983). 
Був оператором студії «Укркінохроніка».
Створив як режисер стрічки: «Відповідь» (1989), «Музика моря» (1990), «Метелик», «Післямова після „НП“» (1991) та ін.
Член Національної спілки кінематографістів України.